# Chirostyloidea
Chirostyloidea is een superfamilie van kreeftachtigen uit de klasse van de Malacostraca (hogere kreeftachtigen).

## Families
- Chirostylidae Ortmann, 1892
- Eumunididae A. Milne Edwards & Bouvier, 1900
- Kiwaidae Macpherson, Jones & Segonzac, 2005
- Sternostylidae Baba, Ahyong & Schnabel, 2018